# 陰圧室
陰圧室（いんあつしつ、depressurized room）とは、空気感染する可能性のある細菌やウイルスが流出しないように室内の気圧を低下させた病室のことである。空気感染隔離室とも呼ばれる。
主に空気感染力が高い結核やSARS、水痘、麻疹などの治療室として使用されるが、陰圧室自体が設置されていない病院も少なくない。 新型コロナウイルス感染症の流行により陰圧室の需要は増加したが、平成29年時点での厚生労働省の調査によれば、陰圧室を設けている施設数は647施設であり、陰圧室を設置していない中小規模の病院は依然として多い。
空気感染隔離室は、室内の気圧を室外よりも低くすることでウィルス等で汚染された可能性のある空気を室外に逃さないようにして感染症の拡大を防止すると同時に内蔵された高性能HEPAフィルターがウィルスや細菌を吸着することで空気感染隔離室内に汚染物質が滞留しないように設計されている。
病室と前室は単独の給排気が行われ、病室と前室の扉が同時に開かないようにすることで圧差が生じる設計となっている。厚生労働省の定めるもっとも厳しい第一種病室の基準では、前室付きの15㎡以上の広さをもつ陰圧個室内にポータブルX線撮影機、超音波検査機、シャワー、トイレ、ロッカー等があり、患者の生活の一切が病室内で完結できるように設定されている。